# غيبي (ده كردي)
غیبي (بالفارسية: غیبی) هي قرية تقع في إيران في البلدة المركزية.